# واكاليوود
واكاليوود (Wakaliwood)، المعروفة أيضاً باسم رامون للإنتاج السينمائي، هو استوديو أفلام مقره في واكاليغا، أحد الأحياء الفقيرة في العاصمة الأوغندية كمبالا. مؤسسها ومخرجها هو إسحاق جودفري جيفري نابوانا، المعروف أيضاً باسم نابوانا آي جي جي، الذي أطلق عليه اسم تارانتينو الأوغندي، للعنف غير المبرر في أفلامه. تشتهر واكاليوود بأفلام حركة ميزانيتها المنخفضة للغاية (تقدر في حدود 200 دولار أمريكي) مثل من قتل كابتن أليكس؟ والأسود الخطير وتيباتوساسولا "Tebaatusasula" (أنقذونا باللغة السواحلية والهوسا) والفيلم المرتقب المشارك فيه الجمهور تيباتوساسولا: إيبولا.

## وصلات خارجية
- الموقع الرسمي
- واكاليوود في قاعدة بيانات الأفلام على الإنترنت